# Польща на літніх Олімпійських іграх 2008
Польща на літніх Олімпійських іграх 2008 у Пекіні була представлена 268 спортсменами у 22 видах спорту.Країна отримала 4 золотих, 5 срібних та 2 бронзових медалі.

## Медалісти
| Медаль | Спортсмен                                                           | Вид спорту                      | Дисципліна                      |
| ------ | ------------------------------------------------------------------- | ------------------------------- | ------------------------------- |
| Золото | Томаш Маєвський                                                     | Легка атлетика                  | Штовхання ядра (чоловіки)       |
| Золото | Міхал Єлінський Марек Колбович Адам Король Конрад Васєлєвський      | Академічне веслування           | Четвірки (чоловіки)             |
| Золото | Лешек Блянік                                                        | Гімнастика                      | Опорний стрибок (чоловіки)      |
| Золото | Шимон Колецький                                                     | Важка атлетика                  | 94 кг (чоловіки)                |
| Срібло | Томаш Мотика Адам В'єрцьох Радослав Завротняк Роберт Анджеюк        | Фехтування                      | Командна шпага (чоловіки)       |
| Срібло | Лукаш Павловський Бартломей Павелчак Мілош Бернатайтис Павел Раньда | Академічне веслування           | Четвірки, легка вага (чоловіки) |
| Срібло | Пйотр Малаховський                                                  | Легка атлетика                  | Метання диска (чоловіки)        |
| Срібло | Майя Влощовська                                                     | Велоспорт                       | Маунтінбайк (жінки)             |
| Срібло | Анета Конєчна Беата Міколайчик                                      | Веслування на байдарках і каное | К-2 500 метрів (жінки)          |
| Бронза | Агнєшка Вєщек                                                       | Боротьба                        | Вільна боротьба, 72 кг (жінки)  |
| Бронза | Марчін Доленга                                                      | Важка атлетика                  | 105 кг (чоловіки)               |

## Стрільба з лука
Чоловіки
| Спортсмен                                    | Дисципліна | Кваліфікаційний раунд | Кваліфікаційний раунд | 1/64 фіналу                         | 1/32 фіналу                         | 1/16 фіналу                     | Чвертьфінал   | Півфінал      | Фінал         | Фінал         |
| Спортсмен                                    | Дисципліна | Бали                  | Сіди                  | Суперник Бали                       | Суперник Бали                       | Суперник Бали                   | Суперник Бали | Суперник Бали | Суперник Бали | Суперник Бали |
| -------------------------------------------- | ---------- | --------------------- | --------------------- | ----------------------------------- | ----------------------------------- | ------------------------------- | ------------- | ------------- | ------------- | ------------- |
| Рафал Добровольський                         | Особисті   | 667                   | 13                    | Міо Онг (MYA) (52) W 110—106        | Сердюк (UKR) (20) W 111 (9)–111 (8) | Пак Гьон Мо (KOR) (4) L 105—113 | Не пройшов    | Не пройшов    | Не пройшов    | Не пройшов    |
| Пйотр Пьонтек                                | Особисті   | 649                   | 43                    | Морія (JPN) (22) L 109 (9)–109 (10) | Не пройшов                          | Не пройшов                      | Не пройшов    | Не пройшов    | Не пройшов    | Не пройшов    |
| Яцек Проч                                    | Особисті   | 661                   | 19                    | Веньцюань (CHN) (46) W 116—111 OR   | Кім (AUS) (14) W 111—110            | Рубан (UKR) (3) L 108—114       | Не пройшов    | Не пройшов    | Не пройшов    | Не пройшов    |
| Рафал Добровольський Пйотр Пьонтек Яцек Проч | Командні   | 1977                  | N/A                   | Австралія (AUS) (9) W 223—218       | Південна Корея (KOR) (1) L 222—224  | Не пройшли                      | Не пройшли    | Не пройшли    | Не пройшли    | Не пройшли    |

Жінки
| Спортсменка                                         | Дисципліна | Кваліфікаційний раунд | Кваліфікаційний раунд | 1/64 фіналу                     | 1/32 фіналу                    | 1/16 фіналу   | Чвертьфінал   | Півфінал      | Фінал         | Фінал         |
| Спортсменка                                         | Дисципліна | Бали                  | Сіди                  | Суперник Бали                   | Суперник Бали                  | Суперник Бали | Суперник Бали | Суперник Бали | Суперник Бали | Суперник Бали |
| --------------------------------------------------- | ---------- | --------------------- | --------------------- | ------------------------------- | ------------------------------ | ------------- | ------------- | ------------- | ------------- | ------------- |
| Малгожата Чвєнчек                                   | Особисті   | 645                   | 13                    | Лорсен (DEN) (52) W 113—100     | Авітія (MEX) (20) L 100—109    | Не пройшла    | Не пройшла    | Не пройшла    | Не пройшла    | Не пройшла    |
| Івона Марчінкевич                                   | Особисті   | 620                   | 43                    | Деві (IND) (22) W 103—101       | Ердинієва (RUS) (11) L 103—104 | Не пройшла    | Не пройшла    | Не пройшла    | Не пройшла    | Не пройшла    |
| Юстина Моспінек                                     | Особисті   | 643                   | 19                    | Кітабатаке (JPN) (46) L 101—103 | Не пройшла                     | Не пройшла    | Не пройшла    | Не пройшла    | Не пройшла    | Не пройшла    |
| Малгожата Чвєнчек Івона Марчінкевич Юстина Моспінек | Командні   | 1908                  | N/A                   | N/A                             | Франція (FRA) (5) L 211—218    | Не пройшли    | Не пройшли    | Не пройшли    | Не пройшли    | Не пройшли    |

## Легка атлетика
Скорочення
- Q = Кваліфікований на наступний раунд
- q = Кваліфікований на наступний раунд як найшвидший невдаха або, на польових дисциплінах, за позицією, не досягнувши кваліфікаційної мети
- NR = Національний рекорд
- N/A = Раунд не проводиться у цій дисципліні
- Bye = Спортсмен не зобов'язаний брати участь у раунді

Чоловіки
Бігові дисципліни
| Спортсмен                                                                                     | Дисципліна               | Попередній раунд | Попередній раунд | Чвертьфінал | Чвертьфінал | Півфінал   | Півфінал   | Фінал             | Фінал             |
| Спортсмен                                                                                     | Дисципліна               | Результат        | Місце            | Результат   | Місце       | Результат  | Місце      | Результат         | Місце             |
| --------------------------------------------------------------------------------------------- | ------------------------ | ---------------- | ---------------- | ----------- | ----------- | ---------- | ---------- | ----------------- | ----------------- |
| Рафал Августин                                                                                | спортивна ходьба 20 км   | N/A              | N/A              | N/A         | N/A         | N/A        | N/A        | 1:24:25           | 29                |
| Артур Бжозовський                                                                             | спортивна ходьба 50 км   | N/A              | N/A              | N/A         | N/A         | N/A        | N/A        | Дискваліфікований | Дискваліфікований |
| Павел Чапевський                                                                              | біг 800 м                | 1:47.66          | 3                | N/A         | N/A         | Не пройшов | Не пройшов | Не пройшов        | Не пройшов        |
| Даніель Домбровський                                                                          | біг 400м                 | 47.83            | 8                | N/A         | N/A         | Не пройшов | Не пройшов | Не пройшов        | Не пройшов        |
| Рафал Федачинський                                                                            | спортивна ходьба 50 км   | N/A              | N/A              | N/A         | N/A         | N/A        | N/A        | 3:46:51 PB        | 8                 |
| Марчін Єндрушинський                                                                          | біг 200м                 | 20.64            | 2 Q              | 20.58 SB    | 4           | Не пройшов | Не пройшов | Не пройшов        | Не пройшов        |
| Якуб Єлонек                                                                                   | спортивна ходьба 20 км   | N/A              | N/A              | N/A         | N/A         | N/A        | N/A        | 1:30:37           | 46                |
| Даріуш Куч                                                                                    | біг 100 м                | 10.44            | 5 q              | 10.46       | 7           | Не пройшов | Не пройшов | Не пройшов        | Не пройшов        |
| Марчін Левандовський                                                                          | біг 800 м                | 1:45.89 SB       | 4 q              | N/A         | N/A         | 1:47.24    | 7          | Не пройшов        | Не пройшов        |
| Артур Нога                                                                                    | біг 110 м з бар'єрами    | 13.53            | 1 Q              | 13.36       | 2 Q         | 13.34 PB   | 2 Q        | 13.36             | 5                 |
| Марек Плавго                                                                                  | біг 400 м з бар'єрами    | 49.17            | 3 Q              | N/A         | N/A         | 48.75      | 4 Q        | 48.52             | 6                 |
| Аркадіуш Сова                                                                                 | Марафон                  | N/A              | N/A              | N/A         | N/A         | N/A        | N/A        | 2:24:48           | 54                |
| Гжегож Судол                                                                                  | спортивна ходьба 50 км   | N/A              | N/A              | N/A         | N/A         | N/A        | N/A        | 3:47:18           | 9                 |
| Томаш Шимковяк                                                                                | біг 3000 м з перешкодами | 8:29.37          | 7                | N/A         | N/A         | N/A        | N/A        | Не пройшов        | Не пройшов        |
| Генрик Шост                                                                                   | Марафон                  | N/A              | N/A              | N/A         | N/A         | N/A        | N/A        | 2:19:43           | 34                |
| Лукаш Хила Марчін Єндрушинський Роберт Кубачик Даріуш Куч Каміль Маштак Марчін Новак          | еставета 4 × 100 м       | Не фінішували    | Не фінішували    | N/A         | N/A         | N/A        | N/A        | Не пройшли        | Не пройшли        |
| Даніель Домбровський Пйотр Кенджя Пйотр Клімчак Марек Плавго Пйотр Вядерек Рафал Вєрушевський | еставета 4 × 400 м       | 3:00.74 SB       | 5 q              | N/A         | N/A         | N/A        | N/A        | 3:00.32 SB        | 7                 |

Польові дисципліни
| Спортсмен             | Дисципліна         | Кваліфікаційний раунд | Кваліфікаційний раунд | Фінал      | Фінал      |
| Спортсмен             | Дисципліна         | Відстань              | Місце                 | Відстань   | Місце      |
| --------------------- | ------------------ | --------------------- | --------------------- | ---------- | ---------- |
| Міхал Бєнєк           | Стрибки у висоту   | 2.20                  | =24                   | Не пройшов | Не пройшов |
| Пшемислав Червінський | Стрибки з жердиною | 5.65                  | =7 q                  | 5.45       | 10         |
| Ігор Янік             | Метання списа      | 77.63                 | 16                    | Не пройшов | Не пройшов |
| Томаш Маєвський       | Штовхання ядра     | 21.04 PB              | 1 Q                   | 21.51 PB   | 1          |
| Пйотр Малаховський    | Метання диска      | 65.94                 | 1 Q                   | 67.82      | 2          |
| Марчін Стажак         | Стрибки у довжину  | 7.62                  | 33                    | Не пройшов | Не пройшов |
| Шимон Жулковський     | Метання молота     | 79.55 SB              | 2 Q                   | 79.22      | 7          |

Жінки
Бігові дисципліни
| Спортсменка                                                                      | Дисципліна               | Попередній раунд | Попередній раунд | Чвертьфінал     | Чвертьфінал     | Півфінал        | Півфінал        | Фінал            | Фінал            |
| Спортсменка                                                                      | Дисципліна               | Результат        | Місце            | Результат       | Місце           | Результат       | Місце           | Результат        | Місце            |
| -------------------------------------------------------------------------------- | ------------------------ | ---------------- | ---------------- | --------------- | --------------- | --------------- | --------------- | ---------------- | ---------------- |
| Моніка Бейнар                                                                    | біг 400м                 | 52.80            | 6                | Н/Д             | Н/Д             | Не пройшла      | Не пройшла      | Не пройшла       | Не пройшла       |
| Лідія Хоєцька                                                                    | біг 1500 м               | 4:19.57          | 10               | Н/Д             | Н/Д             | Н/Д             | Н/Д             | Не пройшла       | Не пройшла       |
| Моніка Дрибульська                                                               | Марафон                  | Н/Д              | Н/Д              | Н/Д             | Н/Д             | Н/Д             | Н/Д             | 2:32:39 SB       | 24               |
| Сильвія Ейдис                                                                    | біг 1500 м               | 4:08.37          | 6                | Н/Д             | Н/Д             | Н/Д             | Н/Д             | Не пройшла       | Не пройшла       |
| Віолетта Франкевіч                                                               | біг 3000 м з перешкодами | 9:21.88 SB       | 3 Q              | Н/Д             | Н/Д             | Н/Д             | Н/Д             | 9:21.76 SB       | 7                |
| Дорота Груца                                                                     | Марафон                  | Н/Д              | Н/Д              | Н/Д             | Н/Д             | Н/Д             | Н/Д             | 2:33:32          | 30               |
| Анна Якубчак                                                                     | біг 1500 м               | 4:07.33          | 7                | Н/Д             | Н/Д             | Н/Д             | Н/Д             | Не пройшла       | Не пройшла       |
| Марта Єшке                                                                       | біг 200м                 | 23.59            | 7                | Did not advance | Did not advance | Did not advance | Did not advance | Did not advance  | Did not advance  |
| Анна Єшєнь                                                                       | біг 400 м з бар'єрами    | 55.35            | 2 Q              | Н/Д             | Н/Д             | 54.36           | 3 Q             | 54.29 SB         | 5                |
| Дарія Корчинська                                                                 | біг 100 м                | 11.22            | 3 Q              | 11.41           | 5               | Did not advance | Did not advance | Did not advance  | Did not advance  |
| Сильвія Коженьовська                                                             | спортивна ходьба 20 км   | Н/Д              | Н/Д              | Н/Д             | Н/Д             | Н/Д             | Н/Д             | 1:31:19          | 21               |
| Катажина Ковальська                                                              | біг 3000 м з перешкодами | 9:47.02          | 11               | Н/Д             | Н/Д             | Н/Д             | Н/Д             | Не пройшла       | Не пройшла       |
| Анна Ростковська                                                                 | біг 800 м                | 2:02.11          | 3 Q              | Н/Д             | Н/Д             | 1:58.84         | 5               | Не пройшла       | Не пройшла       |
| Аурелія Тривіанська-Коллаш                                                       | біг 100 м з бар'єрами    | 12.98            | 4 q              | Н/Д             | Н/Д             | 12.96           | 6               | Не пройшла       | Не пройшла       |
| Дорота Єндрусинська Марта Єшке Евеліна Клоцек Йоанна Кочельник Дарія Корчинська  | естафета 4 × 100 м       | 43.47            | 5 q              | Н/Д             | Н/Д             | Н/Д             | Н/Д             | Дискваліфіковані | Дискваліфіковані |
| Моніка Бейнар Анна Єшєнь Агнєшка Карпєшук Гражина Прокопек-Янацек Йоланта Вуйчик | естафета 4 × 400 м       | 3:28.23          | 6                | Н/Д             | Н/Д             | Н/Д             | Н/Д             | Не пройшли       | Не пройшли       |

Польові дисципліни
| Спортсменка         | Дисципліна         | Кваліфікаційний раунд | Кваліфікаційний раунд | Фінал      | Фінал      |
| Спортсменка         | Дисципліна         | Відстань              | Місце                 | Відстань   | Місце      |
| ------------------- | ------------------ | --------------------- | --------------------- | ---------- | ---------- |
| Жанета Глянц        | Метання диска      | Без оцінки            | —                     | Не пройшла | Не пройшла |
| Уршула Яшінська     | Метання списа      | 59.28                 | 13                    | Не пройшла | Не пройшла |
| Барбара Мадейчик    | Метання списа      | 62.81 SB              | 5 Q                   | 62.02      | 6          |
| Йоанна Півоварська  | Стрибки з жердиною | 4.30                  | 19                    | Не пройшла | Не пройшла |
| Віолетта Потенпа    | Метання диска      | 59.44                 | 16                    | Не пройшла | Не пройшла |
| Моніка Пирек        | Стрибки з жердиною | 4.50                  | 8 q                   | 4.70       | 5          |
| Анна Роговська      | Стрибки з жердиною | 4.50                  | 8 q                   | 4.45       | 10         |
| Каміла Сколімовська | Метання молота     | 69.79                 | 9 q                   | Без оцінки | —          |
| Йоанна Вішневська   | Метання диска      | 59.40                 | 17                    | Не пройшла | Не пройшла |
| Аніта Влодарчик     | Метання молота     | 71.76                 | 5 Q                   | 71.56      | 4          |
| Кристина Забавська  | Штовхання ядра     | Без оцінки            | —                     | Не пройшла | Не пройшла |
| Малгожата Задура    | Метання молота     | 64.13                 | 36                    | Не пройшла | Не пройшла |

Семиборство
| Спортсменка        | Дисципліна | 100Б  | СВ   | ШЯ    | 200 м | СД   | МС    | 800 м   | Фінал   | Місце |
| ------------------ | ---------- | ----- | ---- | ----- | ----- | ---- | ----- | ------- | ------- | ----- |
| Каміла Худжик      | Результат  | 13.79 | 1.77 | 14.34 | 25.36 | 5.97 | 52.05 | 2:21.97 | 6157    | 15*   |
| Каміла Худжик      | Бали       | 1008  | 941  | 817   | 854   | 840  | 900   | 797     | 6157    | 15*   |
| Кароліна Тимінська | Результат  | 13.62 | 1.77 | 14.08 | 23.39 | 6.53 | 35.97 | 2:07.08 | 6428 PB | 7*    |
| Кароліна Тимінська | Бали       | 1033  | 941  | 799   | 1040  | 1017 | 590   | 1008    | 6428 PB | 7*    |

* Спортсменка, яка зайняла на друге місце, Людмила Блонська з України, використала заборонену речовину. Обидва тести А і В були позитивними, тому Блонська була позбавлена її срібної медалі, і обидва польських гепардара перейшли на позицію вище.

## Бадмінтон
| Спортсмен                        | Дисципліна                  | 1/64 фіналу                | 1/32 фіналу                        | 1/16 фіналу                         | Чвертьфінал                                   | Півфінал       | Фінал          | Фінал      |
| Спортсмен                        | Дисципліна                  | Противник Бали             | Противник Бали                     | Противник Бали                      | Противник Бали                                | Противник Бали | Противник Бали | Місце      |
| -------------------------------- | --------------------------- | -------------------------- | ---------------------------------- | ----------------------------------- | --------------------------------------------- | -------------- | -------------- | ---------- |
| Пшемислав Ваха                   | Одиночний розряд (чоловіки) | Муст (EST)W 21–14, 21–15   | Безігер (SUI)W 21–12, 11–21, 21–19 | Чунлаї (CHN)L 11–21, 21–19, 13–21   | Не пройшов                                    | Не пройшов     | Не пройшов     | Не пройшов |
| Міхал Логош Роберт Матеушак      | Двійки (чоловіки)           | N/A                        | N/A                                | Сміт / Варфе (AUS)W 21–13, 21–16    | Пааске / Расмуссен (DEN)L 21–17, 11–21, 15–21 | Не пройшли     | Не пройшли     | Не пройшли |
| Каміля Августин                  | Одиночний розряд (жінки)    | Джае-юн (KOR)L 15–21, 5–21 | Не пройшла                         | Не пройшла                          | Не пройшла                                    | Не пройшла     | Не пройшла     | Не пройшла |
| Роберт Матеушак Надєжда Костючик | Двійки (змішані)            | N/A                        | N/A                                | Купідон / Ах-Ван (SEY)W 21–8, 21–19 | Хе Ханьбінь / Юй Ян (CHN)L 20–22, 21–23       | Не пройшли     | Не пройшли     | Не пройшли |

## Бокс
| Спортсмен   | Дисципліна | 1/32 фіналу            | 1/16 фіналу        | Чвертьфінал       | Півфінал       | Фінал          | Фінал      |
| Спортсмен   | Дисципліна | Противник Бали         | Противник Бали     | Противник Бали    | Противник Бали | Противник Бали | Місце      |
| ----------- | ---------- | ---------------------- | ------------------ | ----------------- | -------------- | -------------- | ---------- |
| Лукаш Мащик | до 48 кг   | Каргбо (SLE)W RSC      | Уутоні (NAM)W 5+–5 | Бернс (IRL)L 5–11 | Не пройшов     | Не пройшов     | Не пройшов |
| Рафал Качор | до 51 кг   | Сарсембаєв (KAZ)L 5–14 | Не пройшов         | Не пройшов        | Не пройшов     | Не пройшов     | Не пройшов |

## Веслування на байдарках і каное

### Слалом
| Спортсмен                  | Дисципліна  | Попередній етап | Попередній етап | Попередній етап | Попередній етап | Попередній етап | Попередній етап | Півфінал | Півфінал | Фінал      | Фінал      | Фінал      | Фінал      |
| Спортсмен                  | Дисципліна  | 1 спроба        | 1 спроба        | 2 спроба        | 2 спроба        | Загалом         | Загалом         | Півфінал | Півфінал | Фінал      | Фінал      | Фінал      | Фінал      |
| Спортсмен                  | Дисципліна  | Час             | Місце           | Час             | Місце           | Час             | Місце           | Час      | Місце    | Час        | Місце      | Загалом    | Місце      |
| -------------------------- | ----------- | --------------- | --------------- | --------------- | --------------- | --------------- | --------------- | -------- | -------- | ---------- | ---------- | ---------- | ---------- |
| Krzysztof Bieryt           | Men's C-1   | 95.39           | 14              | 87.90           | 10              | 183.29          | 12 Q            | 90.08    | 3 Q      | 110.13     | 8          | 200.21     | 10         |
| Dariusz Popiela            | Men's K-1   | 85.51           | 7               | 85.51           | 6               | 171.02          | 5 Q             | 88.49    | 7 Q      | 88.49      | 7          | 179.68     | 8          |
| Marcin PochwałaPaweł Sarna | Men's C-2   | 98.38           | 6               | 100.37          | 8               | 198.75          | 7 Q             | 105.32   | 8        | Не пройшов | Не пройшов | Не пройшов | Не пройшов |
| Agnieszka Stanuch          | Women's K-1 | 101.16          | 8               | 101.76          | 10              | 202.92          | 8 Q             | 116.46   | 9 Q      | 104.62     | 4          | 221.08     | 5          |

### Спринт
Чоловіки
| Спортсмен                                                          | Дисципліна            | Попередній раунд | Попередній раунд | Півфінал | Півфінал | Фінал      | Фінал            |
| Спортсмен                                                          | Дисципліна            | Час              | Місце            | Час      | Місце    | Час        | Місце            |
| ------------------------------------------------------------------ | --------------------- | ---------------- | ---------------- | -------- | -------- | ---------- | ---------------- |
| Павел Барашкєвіч                                                   | C-1 500 м (чоловіки)  | 1:50.463         | 3 QS             | 1:51.744 | 3 Q      | 1:50.048   | 8                |
| Марчін Гжибовський                                                 | C-1 1000 м (чоловіки) | 4:02.010         | 3 QS             | 4:00.226 | 4        | Не пройшов | Не пройшов       |
| Марек Твардовський                                                 | K-1 500 м (чоловіки)  | 1:39.436         | 4 QS             | 1:43.733 | 5        | Не пройшов | Не пройшов       |
| Павел Барашкєвіч Войчех Тишинський                                 | C-2 1000 м (чоловіки) | 3:42.177         | 5 QS             | 3:42.435 | 1 QF     | 3:42.845   | 7                |
| Даніель Єндрашко Роман Ринкєвіч                                    | C-2 500 м (чоловіки)  | 1:42.309         | 3 QF             | Bye      | Bye      | 1:44.389   | 9                |
| Маріуш Куявський Адам Серочинський                                 | K-2 1000 м (чоловіки) | 3:18.282         | 2 QF             | Bye      | Bye      | 3:14.828   | Дискваліфіковані |
| Марек Твардовський Адам Висоцький                                  | K-2 500 м (чоловіки)  | 1:32.107         | 6 QS             | 1:31.481 | 2 Q      | 1:31.869   | 8                |
| Павел Бауманн Томаш Мендельський Марек Твардовський Адам Висоцький | K-4 1000 м (чоловіки) | 2:59.290         | 3 QF             | Bye      | Bye      | 2:59.505   | 6                |

Жінки
| Спортсмен                                                           | Дисципліна        | Попередній раунд | Попередній раунд | Півфінал | Півфінал | Фінал      | Фінал      |
| Спортсмен                                                           | Дисципліна        | Час              | Місце            | Час      | Місце    | Час        | Місце      |
| ------------------------------------------------------------------- | ----------------- | ---------------- | ---------------- | -------- | -------- | ---------- | ---------- |
| Малгожата Хойнацька                                                 | K-1 500 м (жінки) | 1:53.635         | 6 QS             | 1:55.619 | 8        | Не пройшла | Не пройшла |
| Анета Конєчна Беата Міколайчик                                      | K-2 500 м (жінки) | 1:44.631         | 2 QF             | Bye      | Bye      | 1:42.092   | 2          |
| Едита Дженішевська Анета Конєчна Дорота Кучковська Беата Міколайчик | K-4 500 м (жінки) | 1:36.497         | 2 QF             | Bye      | Bye      | 1:34.752   | 4          |

Кваліфікація: QS = Кваліфікувалися до півфіналу; QF = Кваліфікувалися одразу до фіналу

## Велоспорт

### Шосейна гонка
| Спортсмен         | Дисципліна                         | Час     | Місце |
| ----------------- | ---------------------------------- | ------- | ----- |
| Томаш Марчинський | Групова шосейна гонка (чоловіки)   | 6:49:59 | 84    |
| Яцек Морайко      | Групова шосейна гонка (чоловіки)   | 6:34:26 | 55    |
| Пшемислав Нємєц   | Групова шосейна гонка (чоловіки)   | 6:24:11 | 16    |
| Пшемислав Нємєц   | Роздільна шосейна гонка (чоловіки) | 1:08:43 | 34    |
| Пауліна Бжежна    | Групова шосейна гонка (жінки)      | 3:18:46 | 8     |

### Трек
Спринт
| Спортсмен                                            | Дисципліна                 | Кваліфікація           | Кваліфікація | Раунд 1                         | Перезаїзд 1                     | Раунд 2                         | Чвертьфінал                     | Півфінал                        | Фінал                           | Фінал      |
| Спортсмен                                            | Дисципліна                 | Час Швидкість (км/год) | Місце        | Суперник Час Швидкість (км/год) | Суперник Час Швидкість (км/год) | Суперник Час Швидкість (км/год) | Суперник Час Швидкість (км/год) | Суперник Час Швидкість (км/год) | Суперник Час Швидкість (км/год) | Місце      |
| ---------------------------------------------------- | -------------------------- | ---------------------- | ------------ | ------------------------------- | ------------------------------- | ------------------------------- | ------------------------------- | ------------------------------- | ------------------------------- | ---------- |
| Лукаш Квятковський                                   | Спринт (чоловіки)          | 10.504 68.545          | 17 Q         | Кенні (GBR)L                    | Аванг (MAS) Кітацуру (JPN) L    | Не пройшов                      | Не пройшов                      | Не пройшов                      | Не пройшов                      | Не пройшов |
| Мачей Бєлецький Каміль Кучинський Лукаш Квятковський | Командний спинт (чоловіки) | 45.266 59.647          | 13           | Не пройшли                      | Не пройшли                      | Не пройшли                      | Не пройшли                      | Не пройшли                      | Не пройшли                      | Не пройшли |

Кейрін
| Спортсмен         | Дисципліна        | 1-ше коло | Перезаїзд | 2-ге коло | Фінал |
| Спортсмен         | Дисципліна        | Місце     | Місце     | Місце     | Місце |
| ----------------- | ----------------- | --------- | --------- | --------- | ----- |
| Каміль Кучинський | Кейрін (чоловіки) | 5 R       | 1 Q       | 6         | 11    |

Гонка за очками
| Спортсмен      | Дисципліна                 | Очки за спринт | Очки за коло | Місце |
| -------------- | -------------------------- | -------------- | ------------ | ----- |
| Рафал Ратайчик | Гонка за очками (чоловіки) | 10             | 0            | 11    |

### Маунтінбайк
| Спортсмен            | Дисципліна             | Час     | Місце |
| -------------------- | ---------------------- | ------- | ----- |
| Марек Галінський     | Маунтінбайк (чоловіки) | 2:01:29 | 13    |
| Александра Давідовіч | Маунтінбайк (жінки)    | 1:51:21 | 10    |
| Майя Влощовська      | Маунтінбайк (жінки)    | 1:45:52 | 2     |

## Кінний спорт

### Виїздка
| Спортсмен      | Кінь   | Дисципліна            | Гран-прі | Гран-прі | Спеціальний гран-прі | Спеціальний гран-прі | Гран-прі вільним стилем | Гран-прі вільним стилем | Загалом    | Загалом    |
| Спортсмен      | Кінь   | Дисципліна            | Бали     | Місце    | Бали                 | Місце                | Бали                    | Місце                   | Бали       | Місце      |
| -------------- | ------ | --------------------- | -------- | -------- | -------------------- | -------------------- | ----------------------- | ----------------------- | ---------- | ---------- |
| Міхал Рапцевіч | Рандон | Індивідуальна виїздка | 67.500   | 16 Q     | 65.120               | 23                   | Не пройшов              | Не пройшов              | Не пройшов | Не пройшов |

### Перегони
| Спортсмен      | Кінь   | Дисципліна             | Виїздка | Виїздка | Крос   | Крос    | Крос  | Стрибки      | Стрибки      | Стрибки      | Стрибки    | Стрибки    | Стрибки    | Загалом | Загалом |
| Спортсмен      | Кінь   | Дисципліна             | Виїздка | Виїздка | Крос   | Крос    | Крос  | Кваліфікація | Кваліфікація | Кваліфікація | Фінал      | Фінал      | Фінал      | Загалом | Загалом |
| Спортсмен      | Кінь   | Дисципліна             | Штрафи  | Місце   | Штрафи | Загалом | Місце | Штрафи       | Загалом      | Місце        | Штрафи     | Загалом    | Місце      | Штрафи  | Місце   |
| -------------- | ------ | ---------------------- | ------- | ------- | ------ | ------- | ----- | ------------ | ------------ | ------------ | ---------- | ---------- | ---------- | ------- | ------- |
| Павел Спісак   | Веріуш | Індивідуальні перегони | 48.70   | 27      | 34.00  | 82.70   | 38    | 0.00         | 82.70        | 24           | 0.00       | 82.70      | 19         | 82.70   | 19      |
| Артур Споловіч | Ваг    | Індивідуальні перегони | 57.00   | 54      | 74.40  | 131.40  | 52    | 23.00        | 154.40       | 52           | Не пройшов | Не пройшов | Не пройшов | 154.40  | 52      |

## Фехтування
Чоловіки
| Спортсмен                                                    | Дисципліна           | 1/64 фіналу          | 1/32 фіналу                | 1/16 фіналу        | Чвертьфінал           | Півфінал            | Фінал                 | Фінал      |
| Спортсмен                                                    | Дисципліна           | Суперник Бали        | Суперник Бали              | Суперник Бали      | Суперник Бали         | Суперник Бали       | Суперник Бали         | Місце      |
| ------------------------------------------------------------ | -------------------- | -------------------- | -------------------------- | ------------------ | --------------------- | ------------------- | --------------------- | ---------- |
| Томаш Мотика                                                 | Індивідуальна шпага  | Рамі (MAR) W 15–11   | Конфалоньєрі (ITA) L 10–15 | Не пройшов         | Не пройшов            | Не пройшов          | Не пройшов            | Не пройшов |
| Адам В'єрцьох                                                | Індивідуальна шпага  | Гуоцзі (CHN) L 11–15 | Не пройшов                 | Не пройшов         | Не пройшов            | Не пройшов          | Не пройшов            | Не пройшов |
| Радослав Завротняк                                           | Індивідуальна шпага  | Bye                  | Відейра (POR) W 15–9       | Лянчі (CHN)L 13–15 | Не пройшов            | Не пройшов          | Не пройшов            | Не пройшов |
| Роберт Анджеюк Томаш Мотика Адам В'єрцьох Радослав Завротняк | Командна шпага       | Н/Д                  | Н/Д                        | Bye                | Україна (UKR) W 45–37 | Китай (CHN) W 45–44 | Франція (FRA) L 29–45 | 2          |
| Славомір Моцек                                               | Індивідуальна рапіра | Н/Д                  | Панчан (THA) W 15–7        | Шен (CHN) L 8–15   | Не пройшов            | Не пройшов          | Не пройшов            | Не пройшов |
| Марчін Конюш                                                 | Індивідуальна шабля  | Браво (VEN) W 15–10  | Лімбах (GER) L 7–15        | Не пройшов         | Не пройшов            | Не пройшов          | Не пройшов            | Не пройшов |

Жінки
| Спортсмен                                               | Дисципліна           | 1/64 фіналу         | 1/32 фіналу           | 1/16 фіналу           | Чвертьфінал         | Півфінал                                       | Фінал                                  | Фінал      |
| Спортсмен                                               | Дисципліна           | Суперник Бали       | Суперник Бали         | Суперник Бали         | Суперник Бали       | Суперник Бали                                  | Суперник Бали                          | Місце      |
| ------------------------------------------------------- | -------------------- | ------------------- | --------------------- | --------------------- | ------------------- | ---------------------------------------------- | -------------------------------------- | ---------- |
| Сільвія Грухала                                         | Індивідуальна рапіра | Bye                 | Шанаєва (RUS) L 11–12 | Не пройшла            | Не пройшла          | Не пройшла                                     | Не пройшла                             | Не пройшла |
| Магдалена Мрочкевіч                                     | Індивідуальна рапіра | Лелейко (UKR)W 15–9 | Веццалі (ITA) L 3–15  | Не пройшла            | Не пройшла          | Не пройшла                                     | Не пройшла                             | Не пройшла |
| Малгожата Войтковяк                                     | Індивідуальна рапіра | Bye                 | Лей (CHN) L 8–15      | Не пройшла            | Не пройшла          | Не пройшла                                     | Не пройшла                             | Не пройшла |
| Сільвія Грухала Магдалена Мрочкевіч Малгожата Войтковяк | Командна рапіра      | Н/Д                 | Н/Д                   | Н/Д                   | США (USA) L 30–31   | Класифікація півфіналу Німеччина (GER) L 27–32 | Матч за 7-е місце Єгипет (EGY) W 45–14 | 7          |
| Богна Южвяк                                             | Індивідуальна шабля  | Bye                 | Бенітес (VEN) W 15–11 | Загуніс (USA) L 13–15 | Не пройшла          | Не пройшла                                     | Не пройшла                             | Не пройшла |
| Александра Соха                                         | Індивідуальна шабля  | Bye                 | Хомрова (UKR) L 11–15 | Не пройшла            | Не пройшла          | Не пройшла                                     | Не пройшла                             | Не пройшла |
| Ірена Вєнцковська                                       | Індивідуальна шабля  | Бірн (IRL) W 15–8   | Нечаєва (RUS) W 15–12 | Інін (CHN) L 6–15     | Не пройшла          | Не пройшла                                     | Не пройшла                             | Не пройшла |
| Богна Южвяк Александра Соха Ірена Вєнцковська           | Командна шабля       | Н/Д                 | Н/Д                   | Н/Д                   | Китай (CHN) L 25–45 | Класифікація півфіналу Канада (CAN) W 45–44    | 5th place final Росія (RUS) W 36–45    | 6          |

## Гімнастика

### Художня
Чоловіки
| Спортсмен    | Дисципліна      | Кваліфікація | Кваліфікація | Кваліфікація | Фінал  | Фінал   | Фінал |
| Спортсмен    | Дисципліна      | Бали         | Загалом      | Місце        | Бали   | Загалом | Місце |
| ------------ | --------------- | ------------ | ------------ | ------------ | ------ | ------- | ----- |
| Лешек Блянік | Опорний стрибок | 16.587       | 16.587       | 3 Q          | 16.537 | 16.537  | 1     |

Жінки
| Спортсмен   | Дисципліна         | Кваліфікація | Кваліфікація | Кваліфікація | Кваліфікація | Кваліфікація | Кваліфікація | Фінал      | Фінал      | Фінал      | Фінал      | Фінал      | Фінал      |
| Спортсмен   | Дисципліна         | Інструмент   | Інструмент   | Інструмент   | Інструмент   | Загалом      | Rank         | Інструмент | Інструмент | Інструмент | Інструмент | Загалом    | Rank       |
| Спортсмен   | Дисципліна         | F            | V            | UB           | BB           | Загалом      | Rank         | F          | V          | UB         | BB         | Загалом    | Rank       |
| ----------- | ------------------ | ------------ | ------------ | ------------ | ------------ | ------------ | ------------ | ---------- | ---------- | ---------- | ---------- | ---------- | ---------- |
| Марта Піган | Абсолютна першість | 14.125       | 13.625       | 14.375       | 13.525       | 55.650       | 46           | Не пройшла | Не пройшла | Не пройшла | Не пройшла | Не пройшла | Не пройшла |

### Ритмічна
| Спортсмен     | Дисципліна    | Кваліфікація | Кваліфікація | Кваліфікація | Кваліфікація | Кваліфікація | Кваліфікація | Фінал      | Фінал      | Фінал      | Фінал      | Фінал      | Фінал      |
| Спортсмен     | Дисципліна    | Трос         | Обруч        | Булави       | Стрічки      | Загалом      | Місце        | Трос       | Обруч      | Булави     | Стрічки    | Загалом    | Місце      |
| ------------- | ------------- | ------------ | ------------ | ------------ | ------------ | ------------ | ------------ | ---------- | ---------- | ---------- | ---------- | ---------- | ---------- |
| Іванна Мітрош | Індивідуальна | 15.950       | 16.250       | 16.025       | 16.000       | 64.225       | 16           | Не пройшла | Не пройшла | Не пройшла | Не пройшла | Не пройшла | Не пройшла |

## Гандбол

### Чоловіки
Кваліфікація
Нижче наведено склад збірної Польщі в чоловічому гандбольному турнірі літніх Олімпійських ігор 2008.
Головний тренер: Богдан Вента
| №  | Поз. | Ім'я              | Дата народження (вік)          | Зріст  | Ігри | Голи | Клуб                   |
| -- | ---- | ----------------- | ------------------------------ | ------ | ---- | ---- | ---------------------- |
| 1  | GK   | Славомір Шмаль    | 2 жовтня 1978 (вік 29 років)   | 1.90 м | 140  | 1    | Rhein-Neckar Löwen     |
| 2  | CB   | Баротоломей Яшка  | 16 червня 1983 (вік 25 років)  | 1.84 м | 45   | 49   | Füchse Berlin          |
| 3  | RB   | Кшиштоф Лієвський | 7 липня 1983 (вік 25 років)    | 1.98 м | 62   | 100  | HSV Handball           |
| 5  | LW   | Матеуш Яхлевський | 27 грудня 1984 (вік 23 роки)   | 1.82 м | 62   | 152  | Vive Targi Kielce      |
| 6  | CB   | Гжегож Ткачек     | 22 грудня 1980 (вік 27 років)  | 1.94 м | 115  | 435  | Rhein-Neckar Löwen     |
| 8  | LB   | Кароль Бєлецький  | 23 січня 1982 (вік 26 років)   | 2.02 м | 106  | 510  | Rhein-Neckar Löwen     |
| 9  | P    | Артур Сюдмяк      | 7 жовтня 1975 (вік 32 роки)    | 1.92 м | 75   | 74   | TuS Nettelstedt        |
| 13 | P    | Бартош Юрецький   | 31 січня 1979 (вік 29 років)   | 1.93 м | 83   | 273  | SC мagdeburg           |
| 14 | RW   | Маріуш Юрасік     | 4 травня 1976 (вік 32 роки)    | 1.92 м | 151  | 551  | Rhein-Neckar Löwen     |
| 15 | LB   | Міхал Юрецький    | 24 жовтня 1984 (вік 23 роки)   | 2.02 м | 59   | 103  | TuS Nettelstedt        |
| 16 | GK   | Марчін Віхари     | 17 лютого 1980 (вік 28 років)  | 1.93 м | 60   | 0    | Wisła Płock            |
| 19 | LW   | Томаш Тлучинський | 19 квітня 1979 (вік 29 років)  | 1.82 м | 49   | 179  | TSV Hannover-Burgdorf  |
| 22 | RB   | Марчін Лієвський  | 21 вересня 1977 (вік 30 років) | 1.97 м | 183  | 558  | SG Flensburg-Handewitt |
| 28 | RW   | Павел Півко       | 7 жовтня 1982 (вік 25 років)   | 1.88 м | 0    | 0    | SPR Chrobry Głogów     |

.
Груповий етап
| Команда  | І | В | Н | П | ГЗ  | ГП  | РГ  | Бали |
| -------- | - | - | - | - | --- | --- | --- | ---- |
| Франція  | 5 | 4 | 1 | 0 | 148 | 115 | +33 | 9    |
| Польща   | 5 | 3 | 1 | 1 | 147 | 128 | +19 | 7    |
| Хорватія | 5 | 3 | 0 | 2 | 140 | 115 | +25 | 6    |
| Іспанія  | 5 | 3 | 0 | 2 | 152 | 145 | +7  | 6    |
| Бразилія | 5 | 1 | 0 | 4 | 129 | 153 | –24 | 2    |
| КНР      | 5 | 0 | 0 | 5 | 104 | 164 | –60 | 0    |

| 10 серпня 2008 19:00 | Польща   | 33 – 19  | КНР             | Olympic Sports Centre Gymnasium Судді: Карбаші, Коладоузан Іран |
| 10 серпня 2008 19:00 | Юрасік 8 | (21–10)  | п'ять гравців 3 | Olympic Sports Centre Gymnasium Судді: Карбаші, Коладоузан Іран |
| 10 серпня 2008 19:00 | 3×       | Протокол | 3×              | Olympic Sports Centre Gymnasium Судді: Карбаші, Коладоузан Іран |

| 12 серпня 2008 15:45 | Іспанія | 30 – 29  | Польща              | Olympic Sports Centre Gymnasium Судді: Чернега, Поляденко Росія |
| 12 серпня 2008 15:45 | Рокас 7 | (16–17)  | Юрасік, Лієвський 4 | Olympic Sports Centre Gymnasium Судді: Чернега, Поляденко Росія |
| 12 серпня 2008 15:45 | 1× 3×   | Протокол | 5× 4×               | Olympic Sports Centre Gymnasium Судді: Чернега, Поляденко Росія |

| 14 серпня 2008 10:45 | Польща                  | 28 – 25  | Бразилія  | Olympic Sports Centre Gymnasium Судді: Карбаші, Коладоузан Іран |
| 14 серпня 2008 10:45 | Юрецький, Тлучинський 6 | (14–15)  | Рібейро 7 | Olympic Sports Centre Gymnasium Судді: Карбаші, Коладоузан Іран |
| 14 серпня 2008 10:45 | 2× 3×                   | Протокол | 5× 3×     | Olympic Sports Centre Gymnasium Судді: Карбаші, Коладоузан Іран |

| 16 серпня 2008 19:00 | Хорватія | 24 – 27  | Польща        | Olympic Sports Centre Gymnasium Судді: Г'єдінг, Гансен Данія |
| 16 серпня 2008 19:00 | Джомба 7 | (12–13)  | Тлучинський 7 | Olympic Sports Centre Gymnasium Судді: Г'єдінг, Гансен Данія |
| 16 серпня 2008 19:00 | 2× 3×    | Протокол | 2×            | Olympic Sports Centre Gymnasium Судді: Г'єдінг, Гансен Данія |

| 18 серпня 2008 20:45 | Польща     | 30 – 30  | Франція     | Olympic Sports Centre Gymnasium Судді: Людовик, Вакула Україна |
| 18 серпня 2008 20:45 | Юрецький 7 | (16–13)  | Карабатич 8 | Olympic Sports Centre Gymnasium Судді: Людовик, Вакула Україна |
| 18 серпня 2008 20:45 | 2×         | Протокол | 3×          | Olympic Sports Centre Gymnasium Судді: Людовик, Вакула Україна |

.
Чвертьфінал
| 20 серпня 2008 14:15 | Польща               | 30 – 32  | Ісландія    | Olympic Sports Centre Gymnasium Судді: Бор, Буї Франція |
| 20 серпня 2008 14:15 | Яхлевський, Ткачик 6 | (19–14)  | Петерссон 6 | Olympic Sports Centre Gymnasium Судді: Бор, Буї Франція |
| 20 серпня 2008 14:15 | 8× 3× 1×             | Протокол | 3× 2×       | Olympic Sports Centre Gymnasium Судді: Бор, Буї Франція |

Класифікація півфіналу
| 22 серпня 2008 14:15 | Польща   | 29 – 26  | Південна Корея | Державний палац спорту Пекіна Судді: Канбро, Клаессон Швеція |
| 22 серпня 2008 14:15 | Юрасік 7 | (15–14)  | Юн К'юн-шін 6  | Державний палац спорту Пекіна Судді: Канбро, Клаессон Швеція |
| 22 серпня 2008 14:15 | 3×       | Протокол | 5× 3×          | Державний палац спорту Пекіна Судді: Канбро, Клаессон Швеція |

Матч за 5 місце
| 24 серпня 2008 10:15 | Росія       | 28 – 29  | Польща   | Державний палац спорту Пекіна Судді: Карбаші, Коладоузан Іран |
| 24 серпня 2008 10:15 | Кокшаров 10 | (15–14)  | Юрасік 6 | Державний палац спорту Пекіна Судді: Карбаші, Коладоузан Іран |
| 24 серпня 2008 10:15 | 5× 4×       | Протокол | 4×       | Державний палац спорту Пекіна Судді: Карбаші, Коладоузан Іран |

## Дзюдо
Чоловіки
| Спортсмен             | Дисципліна | Попередній раунд   | 1/32 фіналу                     | 1/16 фіналу                | Чвертьфінал            | Півфінал           | Додатковий 1                | Додатковий 2            | Додатковий 3              | Фінал                      | Фінал      |
| Спортсмен             | Дисципліна | Суперник Результат | Суперник Результат              | Суперник Результат         | Суперник Результат     | Суперник Результат | Суперник Результат          | Суперник Результат      | Суперник Результат        | Суперник Результат         | Місце      |
| --------------------- | ---------- | ------------------ | ------------------------------- | -------------------------- | ---------------------- | ------------------ | --------------------------- | ----------------------- | ------------------------- | -------------------------- | ---------- |
| Томаш Адамєц          | 66 кг      | Bye                | Міресмаеїлі (IRI) L 0000–0001   | Не пройшов                 | Не пройшов             | Не пройшов         | Не пройшов                  | Не пройшов              | Не пройшов                | Не пройшов                 | Не пройшов |
| Кшиштоф Вілкомірський | 73 кг      | Н/Д                | Зелоній (LAT) W 0020–0010       | Гантумур (MGL) L 0010–0012 | Не пройшов             | Не пройшов         | Не пройшов                  | Не пройшов              | Не пройшов                | Не пройшов                 | Не пройшов |
| Роберт Кравчик        | 81 кг      | Bye                | Джаго (RSA) W 0120–0000         | Чепом (KOR) L 0001–1100    | Не пройшов             | Не пройшов         | Шундзікав (BLR) W 0011–0010 | Нето (POR) W 1000–0000  | Ньямкую (MGL) L 0001–1010 | Не пройшов                 | Не пройшов |
| Пшемислав Матияшек    | 100 кг     | Н/Д                | Нін (CHN) W 1101–0000           | Коста (ARG) W 1001–0000    | Грол (NED) L 0000–1000 | Не пройшов         | Bye                         | Кореа (BRA) W 1000–0000 | Хадфі (HUN) W 0011–0010   | Міралієв (AZE) L 0001–0110 | 5          |
| Януш Войнаровіч       | 100+ кг    | Bye                | Байярджавхлан (MGL) W 1000–0000 | Тангрієв (UZB) L 0000–0010 | Не пройшов             | Не пройшов         | Тельцер (GER) L 0010–0100   | Не пройшов              | Не пройшов                | Не пройшов                 | Не пройшов |

Жінки
| Спортсмен         | Дисципліна | 1/32 фіналу                | 1/16 фіналу             | Чвертьфінал        | Півфінал           | Додатковий 1       | Додатковий 2       | Додатковий 3       | Фінал              | Фінал      |
| Спортсмен         | Дисципліна | Суперник Результат         | Суперник Результат      | Суперник Результат | Суперник Результат | Суперник Результат | Суперник Результат | Суперник Результат | Суперник Результат | Місце      |
| ----------------- | ---------- | -------------------------- | ----------------------- | ------------------ | ------------------ | ------------------ | ------------------ | ------------------ | ------------------ | ---------- |
| Катажина Пілоцік  | 70 кг      | Bye                        | Роузі (USA) L 0000–1000 | Не пройшла         | Не пройшла         | Не пройшла         | Не пройшла         | Не пройшла         | Не пройшла         | Не пройшла |
| Уршула Садковська | 78+ кг     | Іссанова (KAZ) L 0010–0101 | Не пройшла              | Не пройшла         | Не пройшла         | Не пройшла         | Не пройшла         | Не пройшла         | Не пройшла         | Не пройшла |

## Сучасне п'ятиборство
| Спортсмен            | Дисципліна | Стрільба | Стрільба | Стрільба | Фехтування | Фехтування | Фехтування | Плавання | Плавання | Плавання | Верхова їзда | Верхова їзда | Верхова їзда | Біг      | Біг   | Біг     | Всього балів | Місце |
| Спортсмен            | Дисципліна | Бали     | Місце    | MP Бали  | Результат  | Місце      | MP points  | Час      | Місце    | MP Бали  | Штрафи       | Місце        | MP Бали      | Час      | Місце | MP Бали | Всього балів | Місце |
| -------------------- | ---------- | -------- | -------- | -------- | ---------- | ---------- | ---------- | -------- | -------- | -------- | ------------ | ------------ | ------------ | -------- | ----- | ------- | ------------ | ----- |
| Марчін Горбач        | Чоловіки   | 185      | 8        | 1156     | 14–21      | 29         | 736        | 2:03.52  | 10       | 1320     | 112          | 11           | 1088         | 9:49.27  | 28    | 1044    | 5344         | 13    |
| Бартош Маєвський     | Чоловіки   | 176      | 28       | 1048     | 18–17      | 13         | 832        | 2:09.14  | 26       | 1252     | 300          | 24           | 900          | 9:15.71  | 4     | 1180    | 5212         | 22    |
| Пауліна Боеніш       | Жінки      | 183      | 10       | 1132     | 21–14      | =9         | 904        | 2:24.08  | 27       | 1192     | 104          | 20           | 1096         | 10:20.95 | 6     | 1240    | 5564         | 6     |
| Сильвія Хвойдзінська | Жінки      | 174      | 26       | 1024     | 21–14      | =9         | 904        | 2:18.76  | 16       | 1256     | 160          | 27           | 1040         | 10:52.41 | 20    | 1112    | 5336         | 17    |

## Академічне веслування
Чоловіки
| Спортсмени | Дисципліна          | Попередній раунд | Попередній раунд | Перезаплив | Перезаплив | Півфінал | Півфінал | Фінал   | Фінал |
| Спортсмени | Дисципліна          | Час              | Місце            | Час        | Місце      | Час      | Місце    | Час     | Місце |
| --- | ------------------- | ---------------- | ---------------- | ---------- | ---------- | -------- | -------- | ------- | ----- |
| Ярослав Годек Пйотр Хойка | Двійки              | 7:01.90          | 4 R              | 6:44.19    | 5 FC       | Bye      | Bye      | 6:53.68 | 14    |
| Міхал Єлінський Марек Колбович Адам Король Конрад Васєлєвський                                                                                                  | Четвірки            | 5:38.76          | 1 SA/B           | Bye        | Bye        | 5:51.29  | 1 FA     | 5:41.33 | 1     |
| Мілош Бернатайтис Бартломей Павелчак Лукаш Павловський Павел Раньда                                                                                             | Четвірки легка вага | 5:52.06          | 3 SA/B           | Bye        | Bye        | 6:06.60  | 1 FA     | 5:49.39 | 2     |
| Патрик Бжезінський Пйотр Бухальський Міколай Бурда Войчех Гуторський Рафал Геймей Себастьян Кошорек Славомір Крушковський Міхал Ставовський Даніель Тояновський | Вісімки             | 5:34.95          | 2 R              | 5:42.92    | 4 FA       | Н/Д      | Н/Д      | 5:31.42 | 5     |

Жінки
| Спортсмен       | Дисципліна | Попередній раунд | Попередній раунд | Чвертьфінал | Чвертьфінал | Півфінал | Півфінал | Фінал   | Фінал |
| Спортсмен       | Дисципліна | Час              | Місце            | Час         | Місце       | Час      | Місце    | Час     | Місце |
| --------------- | ---------- | ---------------- | ---------------- | ----------- | ----------- | -------- | -------- | ------- | ----- |
| Юлія Міхальська | Одиночки   | 7:41.16          | 2 QF             | 7:31.90     | 2 SA/B      | 7:38.04  | 3 FA     | 7:43.44 | 6     |

Скорочення кваліфікацій: FA=Фінал A (медальний); FB=Фінал B (немедальний); FC=Фінал C (немедальний); FD=Фінал D (немедальний); FE=Фінал E (немедальний); FF=Фінал F (немедальний); SA/B=Півфінал A/B; SC/D=Півфінал C/D; SE/F=Півфінал E/F; QF=Чвертьфінал; R=Перезаплив